# Metzgau
Der Metzgau (auch pagus Mattensis, pays messin) war eine mittelalterliche Gaugrafschaft mit der Stadt Metz als Zentrum. Mit dem Metzgau wird vielfach der weiter nördlich gelegene Methingau (pagus Methinse, Methingouwe, pays de Matois) verwechselt.
Dem Metzgau zugehörig wurden folgende Orte gerechnet: Ars-sur-Moselle, Cheminot, Marieulles, Saint-Julien-lès-Metz, Scy, Secourt, Vigy, Petit-Tenquin (räumlich entfernt) sowie Borny und Le Sablon (heute Stadtteile von Metz). Daher deckt sich der Metzgau ungefähr mit dem heutigen Arrondissement Metz.
Nördlich des Metzgaus, moselabwärts lag der Moselgau, dessen Verwaltungssitz zeitweise Metz war, womit sich eine räumliche Überschneidung mit dem Metzgau zumindest für einige Zeit ergibt.
Aus dem Metzgau ging die Grafschaft Metz hervor.

## Grafen im Metzgau
- Gerhard, * 870, † 22. Juni 910, Graf im Metzgau (Matfriede); ⚭ 900 Oda von Sachsen, Tochter des Herzogs Otto der Erlauchte (Liudolfinger)
- Matfried I., * 875, † nach 926, Bruder Gerhards, 926 Graf im Metzgau; ⚭ Lantsind, Tochter Graf Radalds, Schwester des Bischofs Dado von Verdun

Die Nachkommen Matfrieds nannten sich dann Grafen von Metz.